# Nissan Terrano II
Pour les articles homonymes, voir Nissan Terrano.
Le Nissan Terrano II est un véhicule tout-terrain à transmission intégrale dite enclenchable (non permanent), aussi appelé Nissan Mistral au Japon. Élaboré en collaboration avec Ford (chez qui il prendra le nom de Maverick), il a été commercialisé en 1993 en remplacement du Terrano.
Il était disponible en 2 carrosseries : 3 portes ou 5 portes.
Sa production a cessé en mai 2005, et sa commercialisation en 2006. Le Ford Maverick, n'est plus commercialisé dès 1998, ce dernier n'ayant jamais connu le succès.
Les 2 modèles étaient assemblés à Barcelone dans l'usine Nissan.

## Modèles

### Phase 1: de 1993 à 1996
Le premier modèle de Terrano II a été commercialisé en 1993.
Il était proposé en 2 carrosseries (châssis court 3 portes et châssis long 5 portes), motorisé par 2 blocs (un 2.4 essence de 124 ch et un 2.7 TD de 100 ch) et décliné en 3 finitions (LX, SLX et SGX).
Le châssis long prenait l'appellation Wagon et était doté d'une 3e banquette ce qui portait le nombre de places à 7.
L'équipement de l'époque fait aujourd'hui assez rustique. Les seuls luxes disponibles en série ou en option étaient le coussin gonflable de sécurité (« airbag ») du conducteur, les vitres électriques, l'autoradio, la climatisation et le toit ouvrant.

### Phase 2: de 1996 à 1999

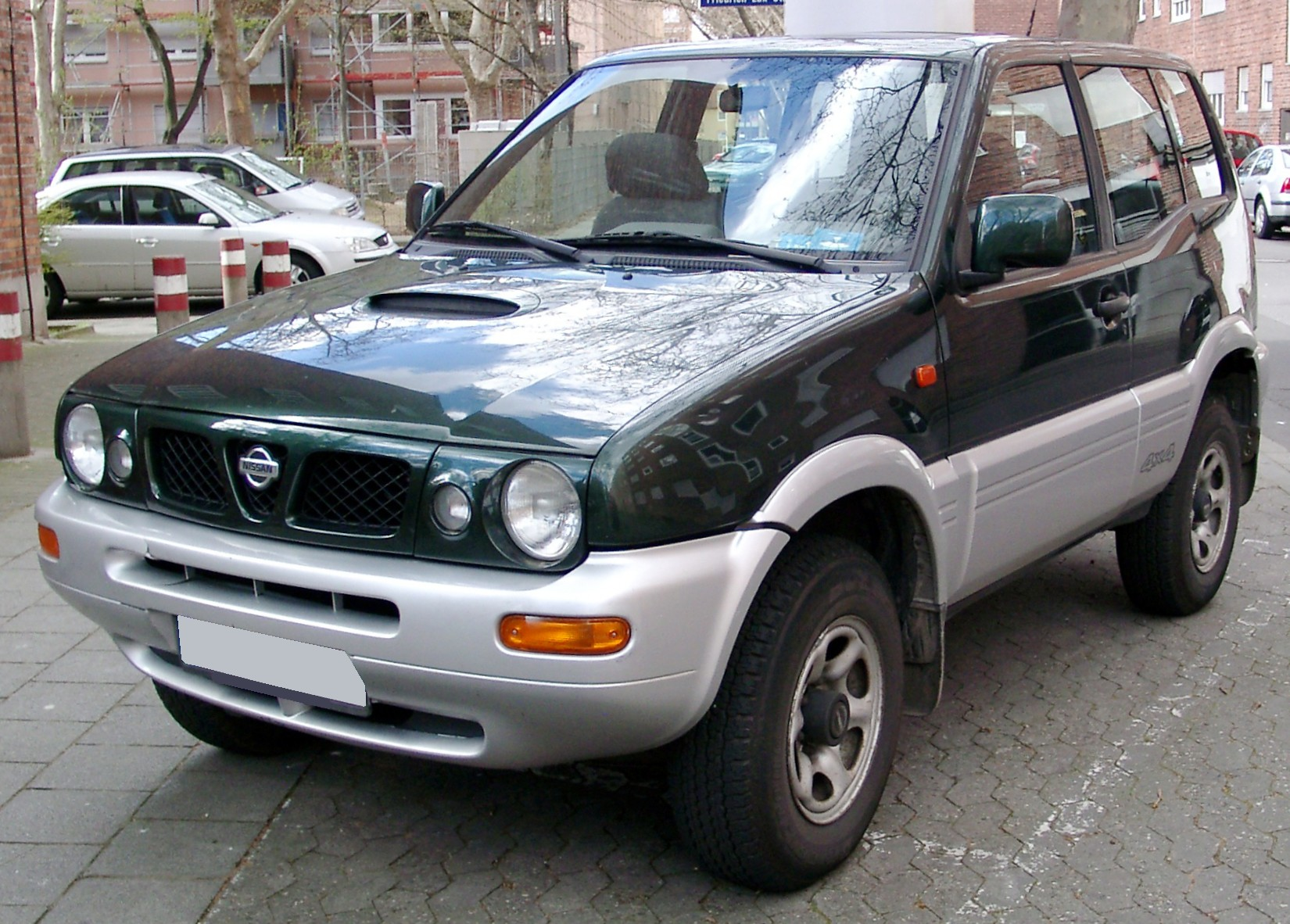
Terrano II "SE" 2.4 3 portes

1996 est l'année du premier restylage pour le Terrano II plutôt bienvenu pour rester dans la course.
Les modifications sont essentiellement esthétiques et portent sur sa face avant, le reste restant quasi inchangé hormis des élargisseurs d'ailes plus proéminents.
L'avant reçoit de nouveaux phares ronds et les antibrouillards quittent le pare-chocs pour venir à côté des phares en devenant eux aussi ronds. Le capot quant à lui reçoit une prise d'air pour le moteur. Enfin, l'antenne radio quitte l'aile avant pour prendre place à l'arrière du pavillon.
Ces retouches lui donnent un air plus mignon et massif mais devient également moins agressif.
L'intérieur, lui, est retouché plus timidement. La planche de bord est inchangée hormis une nouvelle disposition de certaines commandes sur la console centrale. Elle reste en carbone pour les finitions S et SR et se pare de faux bois dans la version haut de gamme SE.
De nouvelles selleries apparaissent : tissu gris pour la finition S, tissu noir et gris pour la finition SR et velours gris et rouge pour la finition SE.
L'équipement s'étoffe aussi car le coussin gonflable de sécurité du conducteur et l'ABS sont de série sur le SR et SE, la climatisation de série sur le SE de même que l'autoradio.
Les moteurs évoluent également : le 2.4 essence est dégonflé à 116 ch et le 2.7 TD passe à 125 ch en gagnant un intercooler (d'où le "i" de TDi, nouvelle appellation). Le 2.4 essence n'est pas disponible sur le SR long.
De toutes les versions, le SE est le plus reconnaissable grâce à sa peinture bi-tons (bas de caisse gris), à ses appuis-têtes pleins (ajourés sur les 2 autres finitions) et à ses marche-pieds en inox.
Jusqu'au prochain restylage viendront s'ajouter à la dotation le coussin gonflable de sécurité du passager et le chargeur 6 CD. Son jumeau le Ford Maverick bénéficiera, lui aussi de ce restylage.

### Phase 3: de 1999 à 2002

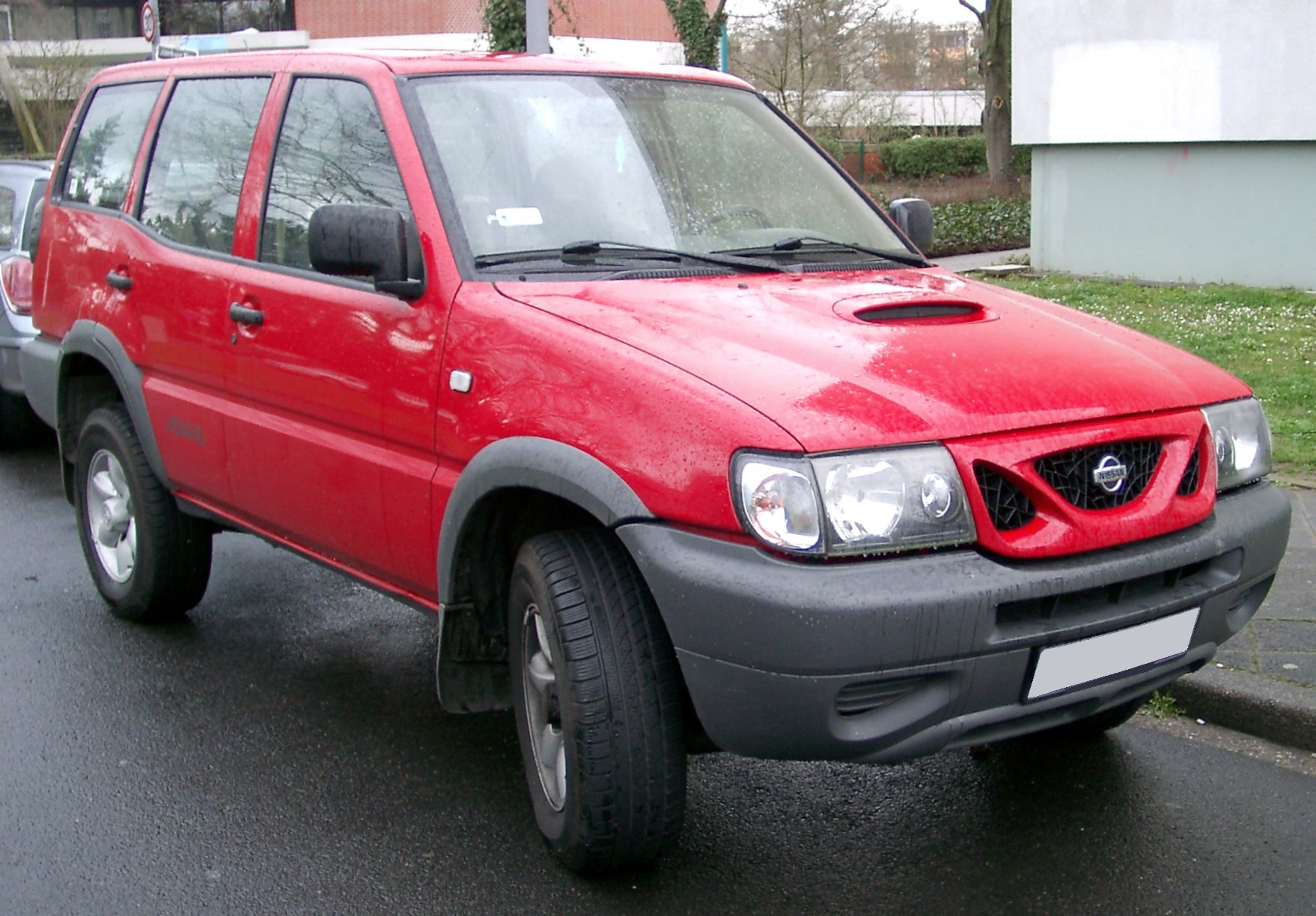
Terrano II "Confort" 5 portes.

1999, le Terrano II se vend toujours bien mais sa ligne commence à dater et la concurrence plus moderne devient féroce.
Pour le maintenir dans la course, il reçoit un nouveau restylage qui va changer complètement sa physionomie.
Cela commence par les dénominations qui deviennent "Confort", "Sport" et "Luxe". Cette dernière prend l'appellation "Grand Tourisme" avec l'ajout du pack du même nom comprenant la sellerie cuir, la boîte de vitesses automatique 4 rapports et le toit ouvrant.
La ligne latérale est toujours inchangée mais c'est toujours l'avant qui est profondément modifié. Les phares ronds disparaissent pour laisser place à des blocs rectangulaires intégrant les phares et les antibrouillards. Les clignotants quittent le bouclier avant pour se retrouver dans le prolongement des phares. La calandre adopte un nouveau dessin et peut se parer d'inox selon la finition.
L'arrière est aussi retouché : les feux gagnent des moulures en plastique qui se prolongent sous la lunette arrière, devenue rectangulaire. Le cache-roue de secours devient rigide et adopte un nouveau logo.
L'intérieur évolue aussi avec tout d'abord un changement d'ambiance : le gris laisse sa place au beige, les selleries sont modifiées et la planche de bord devient bi-tons (noire et beige). Mais la principale évolution touche la console centrale, redessinée, qui adopte une forme plus ergonomique et enveloppante. Elle se dote d'un nouvel autoradio et d'un nouveau système de climatisation.
En revanche aucune évolution majeure à la liste d'équipements.
Les moteurs n'évoluent pas non plus mis à part le 2.4 essence qui est désormais réservé aux versions 3 portes.
Sur les derniers modèles, l'antenne radio quitte l'arrière du pavillon et prend place à l'avant. Mesure certainement d'ordre économique ce type d'antenne nécessitant moins de câblage. De nouveaux appuis-têtes arrière, plus enveloppants, feront également leur apparition.
Le Ford Maverick, lui, n'en bénéficiera pas et disparaîtra.

### Phase 4: de 2002 à 2005
Le troisième et dernier restylage pour le Terrano II intervient en 2002. À cette occasion, il est rebaptisé simplement Terrano et reçoit un nouveau bloc diesel plus moderne : un 3.0 Di de 154 ch emprunté au Nissan Patrol. Le 2.7 TDi reste au catalogue sans changement technique mais est rebaptisé 2.7 Di. En revanche le 2.4 essence disparaît.
La gamme s'enrichit des finitions Ultimate et Excess, équipées du bloc 3.0 Di. Sport et Luxe restent avec le 2.7 Di. La finition Confort disparaît.
Les retouches extérieures sont minimes : nouvelle calandre, nouveau bouclier avant ainsi que de nouvelles jantes.
L'intérieur reçoit de nouvelles selleries, de nouveaux sièges avant ainsi que des nouveaux compteurs. L'équipement s'enrichit des airbags latéraux.
En 2005, la version 5 portes disparaît avec l'arrivée du Pathfinder. La gamme a été simplifiée aux finitions Sport (uniquement avec le 2.7 Di), Confort (2.7 Di ou 3.0 Di) et Élégance (3.0 Di).
L'intérieur change de nouveau d'ambiance pour devenir noire et la console centrale se pare d'un revêtement titane.

## Séries spéciales
Durant sa longue carrière, le Terrano II a été souvent proposé en séries spéciales. Ces séries se basaient en général sur la finition milieu de gamme avec une liste d'équipements enrichie.
- Terrano II Wilson[3] (1994), limitée à 600 exemplaires. Elle avait pour base la finition SLX et pouvait recevoir le 2.4 essence ou le 2.7 TD. Elle y ajoutait la climatisation et la sellerie cuir.
- Terrano II Timberland[4] (1996). Elle avait pour base le modèle "wagon" 7 places, elle recevait l'ABS (Système antiblocage des freins) et la Direction assistée.
- Terrano II Acropole[5] (1997). Elle avait pour base la finition SR et ne recevait que le 2.7 TDi. Elle y ajouté des jantes alliages ainsi que la sellerie mixte cuir/alcantara.
- Terrano II Wilson[6] (1998). Elle reprenait la version SR mais y ajoutait la climatisation et la sellerie cuir. Livrable uniquement avec le 2.7 TDi. Un pack d'accessoires de sport était offert.
- Terrano II Canon[7] (1999). Elle se trouvait à mi chemin des versions SR et SE mais était plus proche techniquement du nouveau modèle qui allait arriver quelques mois après, c'était le modèle qui clôturait cette génération. À noter que c'était la seule série spéciale bi-tons à pouvoir recevoir une peinture spécifique appelée Aubergine (entre autres couleurs) qui ne sera pas reconduite à la génération suivante ce qui le rend immédiatement identifiable. Un appareil photo était offert avec ainsi qu'un stage 4x4. Il était livrable avec le 2.4 essence et le 2.7 TDi. Sans doute la série spéciale la plus intéressante proposée.
- Terrano II Treck[8] (2000), limitée à 500 exemplaires. Elle était basée sur la finition Sport mais y ajoutait une sellerie cuir/tissu, une couleur bi-tons et une console centrale en chromaflair. Elle n'était disponible qu'avec le 2.7 TDi.
- Terrano Familyspace[9] (2003). Cette série spéciale était une finition à part entière destinée aux familles nombreuses. Elle était équipée de sièges cuir/alcantara avec des tablettes type aviation. La console centrale n'était plus en bois mais en satin. Cette version du Terrano n'était proposée qu'en châssis long équipé du 2.7 Di (ex-TDi) ou du 3.0 Di.

## Ford Maverick I (Europe)

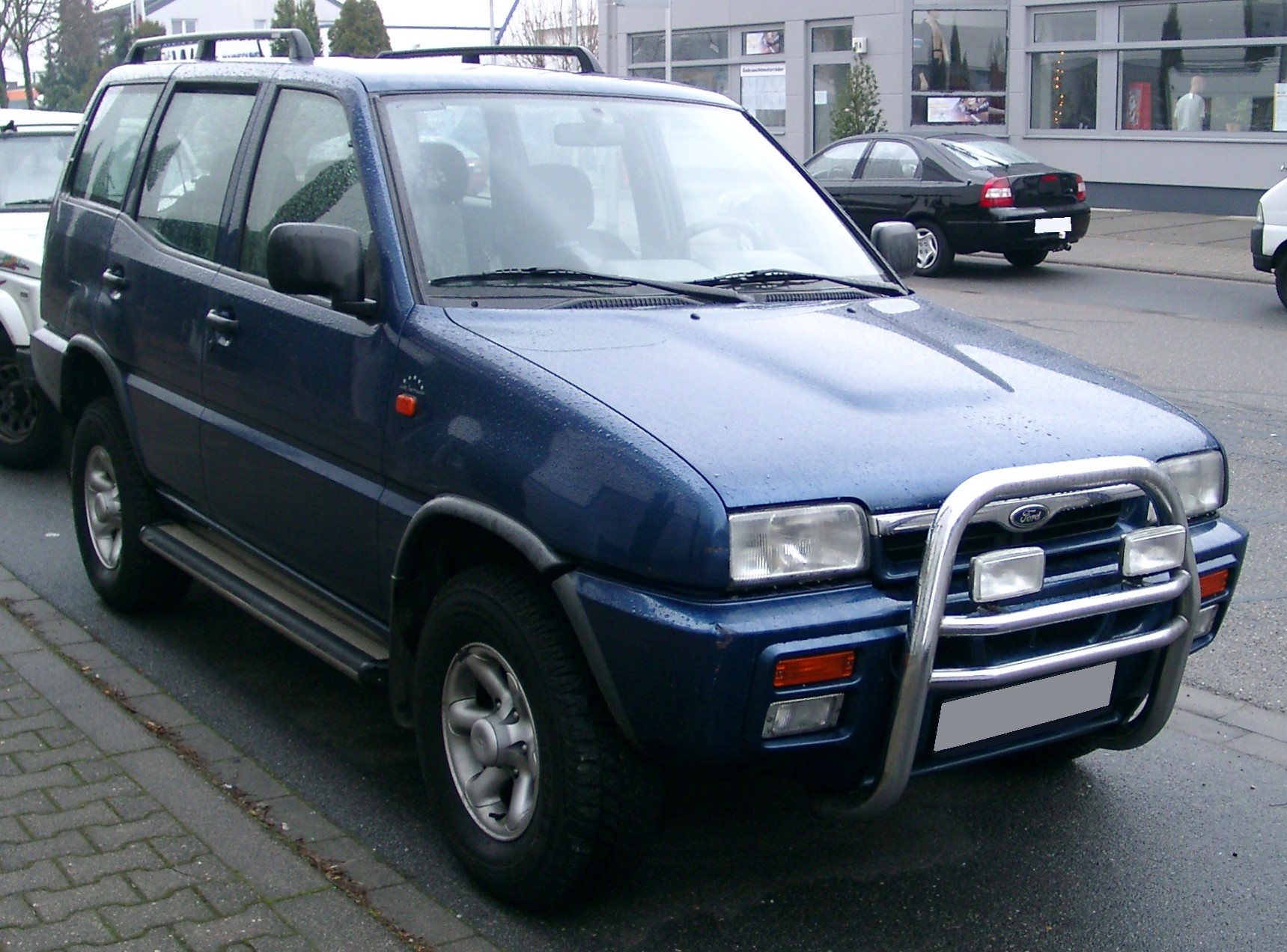
Ford Maverick I (Europe)

## Motorisations
| Moteur          | Type                             | Suralimentation                         | Cylindrée | Puissance             | Couple                  | Boîte de vitesses | Vitesse maxi. | CV |
| --------------- | -------------------------------- | --------------------------------------- | --------- | --------------------- | ----------------------- | ----------------- | ------------- | -- |
| Moteurs Essence |                                  |                                         |           |                       |                         |                   |               |    |
| 2.4             | 4 cylindres en ligne 12 soupapes | -                                       | 2 389 cm3 | 118 ch à 4 800 tr/min | 19,5 mkg à 3 200 tr/min | BM5               | 160 km/h      | 14 |
| Moteurs Diesel  |                                  |                                         |           |                       |                         |                   |               |    |
| 2.7 TD          | 4 cylindres en ligne 8 soupapes  | 1 turbo                                 | 2 663 cm3 | 100 ch à 4 000 tr/min | 22,5 mkg à 2 200 tr/min | BM5               | 149 km/h      | 11 |
| 2.7 Di          | 4 cylindres en ligne 8 soupapes  | 1 turbo + intercooler                   | 2 663 cm3 | 125 ch à 3 600 tr/min | 28,3 mkg à 2 000 tr/min | BM5               | 155 km/h      | 10 |
| 2.7 Di          | 4 cylindres en ligne 8 soupapes  | 1 turbo + intercooler                   | 2 663 cm3 | 125 ch à 3 600 tr/min | 28,3 mkg à 2 000 tr/min | BA4               |               | 10 |
| 3.0 Di          | 4 cylindres en ligne 16 soupapes | 1 turbo + intercooler Injection directe | 2 953 cm3 | 154 ch à 3 600 tr/min | 31 mkg à 1 600 tr/min   | BM5               | 170 km/h      | 10 |
| 3.0 Di          | 4 cylindres en ligne 16 soupapes | 1 turbo + intercooler Injection directe | 2 953 cm3 | 154 ch à 3 600 tr/min | 31 mkg à 1 600 tr/min   | BA4               |               |    |

## Utilisateurs militaires
- Espagne